# De Ark (Ede)
De Ark is een kerkgebouw van de PKN in de Gelderse plaats Ede. De kerk staat in de wijk Veldhuizen. De naam van de kerk verwijst naar de Ark van Noach.

## Geschiedenis
De Hervormde gemeente van Ede plaatste in 1969 op een braakliggend stuk terrein aan de Loevestein een noodkerk als evangelisatiepunt voor de in aanbouw zijnde wijk Veldhuizen. Het gebouwtje was in Huizen onder de naam Zenderkerk al voor soortgelijke activiteiten gebruikt. In Ede kreeg het de naam De Ark. Het bood plaats aan ca. 350 kerkgangers.
Op 23 maart 1972 kwam aan de Hoflaan in Veldhuizen kerkgebouw De Open Hof gereed. De Hervormde gemeente ging kerkdiensten houden in deze permanente locatie, die ook werd gebruikt door de Gereformeerde Kerk Ede en een deel van de hervormde Taborgemeente.
Het ledenaantal in de nieuwbouwwijk groeide gestaag en in 1978 werd een tweede predikant beroepen; op dat moment de zevende in Hervormd Ede. Er kwam behoefte aan een eigen gebouw. Dit werd in 1981 gerealiseerd aan de Heyendaal. Het gebouw werd geopend op 17 december 1981 en kreeg opnieuw de naam De Ark. In 2002 brak er brand uit in het gebouw, waardoor de kerk 5 maanden niet kon worden gebruikt. De gemeente week in deze tijd uit naar de Nieuwe Kerk.
In 2014 vond in Ede een herindeling van de Hervormde wijkgemeentes plaats. Hierbij werden de twee wijkgemeentes in Veldhuizen (6 en 7) samengevoegd tot één Arkgemeente en werd ook het aantal predikanten teruggebracht naar één.
In 2019 vond een fondswervingsactie plaats om gebouw de Ark te kunnen uitbreiden ten behoeve van het steeds maar groeiende jeugdwerk. In 2021 is het nieuwe jeugdhonk opgeleverd op de plek waar voorheen de fietsenstalling stond. Hier zijn twee ruimten bestemd voor de jeugd opgeleverd met een scheidingswand, een derde ruimte is toegevoegd naast de entree.   

### Predikanten[2]
- 16 juni 1968-1 april 1973: ds. A. Noordegraaf (wijkgemeente 6, vanaf 1972 in De Open Hof)
- 17 juni 1973-29 augustus 1993: ds. T. van t Veld (wijkgemeente 6, tot 1981 in de Open Hof)
- 17 december 1978-5 september 1999: ds. H. Nap (wijkgemeente 7, tot 1981 in de Open Hof)
- 26 september 1993-25 juni 2017: ds. C.H. Bax (wijkgemeente 6, vanaf 2014 Arkgemeente)
- 8 juli 2001-21 juni 2020: ds. J.S. Heutink (wijkgemeente 7, vanaf 2014 Arkgemeente)
- 11 juli 2021 - heden: ds. D. Hoolwerf

## Gebouw
Centraal in het gebouw ligt de kerkzaal in de vorm van een achthoek met vier lange en vier korte zijden. Het schuin aflopende dak heeft boven de korte zijden driehoekige glazen panelen en boven de lange zijde vierkante panelen, waardoor het platte bovenste gedeelte van het dak vierkant is. Door de glazen panelen valt veel daglicht naar binnen. Het liturgisch centrum met de preekstoel bevindt zich aan een van de korte zijden. rondom de kerkzaal bevindt zich een gang, waaraan bijzalen zijn gesitueerd. Twee zalen kunnen door een rolluik te openen bij de kerkzaal worden betrokken. De muren zijn opgetrokken uit baksteen in schoon metselwerk. De vloer bestaat uit grindtegels. De preekstoel is vervaardigd uit beton en licht houtwerk. De sacramentstafel en de doopvont zijn eveneens van een lichte houtsoort. Bij de ingang van de kerk bevindt zich een gedenksteen met een tekst uit Genesis 7 vers 1: Ga gij en uw ganse huis in de ark.

### Orgel
Tot 1986 werd gebruik gemaakt van een elektronisch Johannus-orgel. Op 23 december 1986 werd een tweeklaviers Van Vulpen-orgel in gebruik genomen. De speeltafel bevindt zich achter de orgelkast. Achter de speeltafel is het houten pedaalregister opgesteld. Adviseur bij de bouw was Klaas Bolt. Hieronder volgt de dispositie:
| Manuaal 1 C-d’’’         |    |
| Prestant                 | 8' |
| Roerfluit                | 8' |
| Octaaf                   | 4' |
| Octaaf                   | 2' |
| Cornet 4 sterk (discant) |    |
| Mixtuur 4-5 sterk        |    |
| Trompet                  | 8' |

| Manuaal 2 C-d’’’ |                  |
| Holpijp          | 8’ (C-Fis eiken) |
| Fluit            | 4’               |
| Gamba            | 8’               |
| Nasard           | 2 2/3’           |

| Pedaal C-d’ |                  |
| Subbas      | 16'              |
| Gedekt      | 8' (transmissie) |

| Koppelingen              |
| Man 1 + 2 (schuifkoppel) |
| Ped. + Man 1             |

Tremulant op het gehele orgel